# Anyphaena inferens
Anyphaena inferens är en spindelart som beskrevs av Chamberlin 1925. Anyphaena inferens ingår i släktet Anyphaena och familjen spökspindlar. Inga underarter finns listade i Catalogue of Life.